# لوك ويب
لوك ويب (بالإنجليزية: Luke Webb)‏ هو لاعب كرة قدم بريطاني في مركز الوسط، ولد في 12 سبتمبر 1986 في نوتنغهام في المملكة المتحدة. لعب مع كوفنتري سيتي ونادي أرسنال ونادي هيرفورد.

## وصلات خارجية
- لوك ويب على موقع قاعدة بيانات كرة القدم.إي يو (الإنجليزية)